# Uladzimir Macjušėnka
Uladzimir Uladzimiravič Macjušėnka (in bielorusso Уладзімір Уладзіміравіч Мацюшэнка?, in russo Владимир Владимирович Матюшенко?, Vladimir Vladimirovič Matjušenko; Rėčica, 4 gennaio 1971) è un ex lottatore di arti marziali miste bielorusso.
Ha combattuto a più riprese nella prestigiosa promozione statunitense UFC dal 2001 al 2003 e dal 2009 al 2013, lottando per il titolo dei pesi mediomassimi nel 2001 quando affrontò senza successo il campione Tito Ortiz.
In passato è stato il primo ed unico campione dei pesi mediomassimi IFL e ha lottato in altre importanti organizzazioni quali Affliction e Bellator.
Vanta un ottimo background nella lotta libera essendo stato campione nazionale sovietico e campione nazionale collegiale statunitense.

## Carriera nelle arti marziali miste
Matyushenko fece il suo debutto nella MMA vincendo tre combattimenti nella stessa serata a IFC 5: Battle in the Bayou. Con un record di 9-1 in promotion minori Matyushenko fece il suo debutto in UFC contro Yuki Kondo vincendo per decisione unanime a UFC 32. Dopo questa vittoria ad UFC 32 a Matyushenko venne concessa una title contro il Light heavyweight champion Tito Ortiz. Il bielorusso perse per decisione unanime. Nel combattimento successivo Matyushenko sconfisse un avversario di prestigio come Antônio Rogério Nogueira a UFO: Legend. Matyushenko fece il suo ritorno in UFC nella divisione dei pesi massimi superando Travis Wiuff a UFC 40. In seguito sconfisse Pedro Rizzo per decisione unanime a UFC 41. Matyushenko fu in seguito superato da Andrei Arlovski a UFC 44.

### International Fight League
Matyushenko debuttò nella IFL superando Dwayne Compton. In seguito sconfisse Justin Levens per TKO e Aaron Stark sempre per TKO. Nella sua apparizione successiva Matyushenko batté Tim Boetsch per decisione unanime. Matyushenko poi batté Alex Schoenauer per decisione unanime il 3 novembre 2007, diventando il primo light heavyweight champion della storia della IFL.
Matyushenko difese il titolo con successo contro Jamal Patterson vincendo per TKO nel secondo round.

### Affliction
Dopo il collasso finanziario della International Fight League, Matyushenko partecipò "Affliction: Day of Reckoning", un evento in pay per view del 24 gennaio 2009 ad Anaheim, California all'Honda Center perdendo contro Antônio Rogério Nogueira per TKO nel round 2.
In seguito sconfisse Jason Lambert per decisione unanime a Call to Arms I il 16 maggio 2009 alla Citizen Business Bank Arena a Ontario, California.

### Ritorno in UFC
Matyushenko ritornò a competere in UFC il 19 settembre 2009 a UFC 103 dove sconfisse Igor Pokrajac per decisione unanime (30–27, 30–27, 30–27).
Il bielorusso avrebbe dovuto affrontare Steve Cantwell il 2 gennaio 2010 a UFC 108 ma Cantwell fu tolto dalla card per ragioni non rivelate.[11] Dal momento che non si riuscì a trovare un sostituto, il combattimento venne annullato.
Matyushenko in seguito affrontò Eliot Marshall il 21 marzo 2010 a UFC Live: Vera vs. Jones. Lì vinse per decisione non unanime (30–27, 28–29, 30–27).
Sempre nel 2010 guidò la main card contro il futuro campione di categoria e fuoriclasse indiscusso Jon Jones, perdendo per KO tecnico in meno di due minuti.
In seguito tornò nello status di contendente con due vittorie consecutive contro Alexandre Ferreira e Jason Brilz, entrambe per KO nel primo round.
Tra il 2011 ed il 2013 infila invece due sconfitte contro top 10 di categoria come lo svedese Alexander Gustafsson ed il wrestler Ryan Bader, entrambe durante la prima ripresa.
Dopo quelle due sconfitte l'UFC prese la decisione di ridurre notevolmente i roster delle varie categorie di peso, vista anche la migrazione dei lottatori dalla Strikeforce, e decise di tagliare anche lo stesso Matyushenko: terminò così la sua seconda esperienza in UFC, iniziata nel 2009.

### Bellator Fighting Championships
Nell'aprile 2013 venne annunciato il passaggio di Matyushenko ad un'altra promozione statunitense di alto livello quale è la Bellator.
Esordì in settembre contro un altro ex UFC quale è Houston Alexander, vincendo meritatamente ai punti.
Annunciò il suo ritiro dalle MMA ancor prima del suo ultimo incontro disputatosi nell'aprile 2014 e perso contro Joey Beltran.

## Risultati nelle arti marziali miste
| Risultato | Record | Avversario               | Metodo                               | Evento                              | Data              | Round | Tempo | Città                        | Note                                        |
| --------- | ------ | ------------------------ | ------------------------------------ | ----------------------------------- | ----------------- | ----- | ----- | ---------------------------- | ------------------------------------------- |
| Sconfitta | 27-8   | Joey Beltran             | Sottomissione (north-south choke)    | Bellator CXVI                       | 11 aprile 2014    | 3     | 3:06  | Temecula, Stati Uniti        |                                             |
| Vittoria  | 27-7   | Houston Alexander        | Decisione (unanime)                  | Bellator XCIX                       | 13 settembre 2013 | 3     | 5:00  | Temecula, Stati Uniti        | Debutto in Bellator                         |
| Sconfitta | 26-7   | Ryan Bader               | Sottomissione (ghigliottina)         | UFC on Fox: Johnson vs. Dodson      | 26 gennaio 2013   | 1     | 0:50  | Chicago, Stati Uniti         |                                             |
| Sconfitta | 26–6   | Alexander Gustafsson     | KO Tecnico (pugni)                   | UFC 141: Lesnar vs. Overeem         | 30 dicembre 2011  | 1     | 2:13  | Las Vegas, Stati Uniti       |                                             |
| Vittoria  | 26–5   | Jason Brilz              | KO (pugni)                           | UFC 129: St-Pierre vs. Shields      | 30 aprile 2011    | 1     | 0:20  | Toronto, Canada              |                                             |
| Vittoria  | 25–5   | Alexandre Ferreira       | KO Tecnico (pugni e gomitate)        | UFC 122: Marquardt vs. Okami        | 13 novembre 2010  | 1     | 2:20  | Oberhausen, Germania         |                                             |
| Sconfitta | 24–5   | Jon Jones                | KO Tecnico (gomitate)                | UFC Live: Jones vs. Matyushenko     | 1º agosto 2010    | 1     | 1:52  | San Diego, Stati Uniti       |                                             |
| Vittoria  | 24–4   | Eliot Marshall           | Decisione (non unanime)              | UFC Live: Vera vs. Jones            | 21 marzo 2010     | 3     | 5:00  | Broomfield, Stati Uniti      |                                             |
| Vittoria  | 23–4   | Igor Pokrajac            | Decisione (unanime)                  | UFC 103: Franklin vs. Belfort       | 19 settembre 2009 | 3     | 5:00  | Dallas, Stati Uniti          |                                             |
| Vittoria  | 22–4   | Jason Lambert            | Decisione (unanime)                  | Call to Arms I                      | 16 maggio 2009    | 3     | 5:00  | Ontario, Stati Uniti         |                                             |
| Sconfitta | 21–4   | Antônio Rogério Nogueira | KO (ginocchiata)                     | Affliction: Day of Reckoning        | 24 gennaio 2009   | 2     | 4:26  | Anaheim, Stati Uniti         |                                             |
| Vittoria  | 21–3   | Jamal Patterson          | KO Tecnico (pugni)                   | IFL: New Jersey                     | 4 aprile 2008     | 2     | 3:35  | East Rutherford, Stati Uniti | Difende il titolo dei Pesi Mediomassimi IFL |
| Vittoria  | 20–3   | Alex Schoenauer          | Decisione (unanime)                  | IFL: World Grand Prix Semifinals    | 3 novembre 2007   | 3     | 4:00  | Hoffman Estates, Stati Uniti | Vince il titolo dei Pesi Mediomassimi IFL   |
| Vittoria  | 19–3   | Tim Boetsch              | Decisione (unanime)                  | IFL: 2007 Semifinals                | 2 agosto 2007     | 3     | 4:00  | East Rutherford, Stati Uniti |                                             |
| Vittoria  | 18–3   | Aaron Stark              | KO Tecnico (pugni)                   | IFL: Everett                        | 1º giugno 2007    | 1     | 2:49  | Everett, Stati Uniti         |                                             |
| Vittoria  | 17–3   | Justin Levens            | KO Tecnico (pugni)                   | IFL Los Angeles                     | 17 marzo 2007     | 1     | 3:53  | Los Angeles, Stati Uniti     |                                             |
| Vittoria  | 16–3   | Dwayne Compton           | Sottomissione (armbar)               | IFL Houston                         | 2 febbraio 2007   | 1     | 1:47  | Houston, Stati Uniti         |                                             |
| Vittoria  | 15–3   | Anthony Ruiz             | Sottomissione (armbar)               | Extreme Wars 3: Bay Area Brawl      | 3 giugno 2006     | 1     | 2:03  | Oakland, Stati Uniti         |                                             |
| Vittoria  | 14–3   | Carlos Barreto           | KO Tecnico (infortunio al ginocchio) | Jungle Fight 4                      | 21 maggio 2005    | 1     | 0:26  | Manaus, Brasile              |                                             |
| Sconfitta | 13–3   | Andrei Arlovski          | KO (pugno)                           | UFC 44: Undisputed                  | 26 settembre 2003 | 1     | 2:14  | Las Vegas, Stati Uniti       |                                             |
| Vittoria  | 13–2   | Pedro Rizzo              | Decisione (unanime)                  | UFC 41: Onslaught                   | 28 febbraio 2003  | 3     | 5:00  | Las Vegas, Stati Uniti       |                                             |
| Vittoria  | 12–2   | Travis Wiuff             | Sottomissione (pugni)                | UFC 40: Vendetta                    | 22 novembre 2002  | 1     | 4:10  | Las Vegas, Stati Uniti       |                                             |
| Vittoria  | 11–2   | Antônio Rogério Nogueira | Decisione (unanime)                  | UFO: Legend                         | 8 agosto 2002     | 3     | 5:00  | Tokyo, Giappone              |                                             |
| Sconfitta | 10–2   | Tito Ortiz               | Decisione (unanime)                  | UFC 33: Victory in Vegas            | 28 settembre 2001 | 5     | 5:00  | Las Vegas, Stati Uniti       | Per il titolo dei Pesi Mediomassimi UFC     |
| Vittoria  | 10–1   | Yuki Kondo               | Decisione (unanime)                  | UFC 32: Showdown in the Meadowlands | 29 giugno 2001    | 3     | 5:00  | East Rutherford, Stati Uniti | Debutto in UFC                              |
| Vittoria  | 9–1    | Tom Sauer                | KO Tecnico (ferita)                  | WEF: New Blood Conflict             | 26 agosto 2000    | 2     | 2:17  | Evansville, Stati Uniti      |                                             |
| Vittoria  | 8–1    | John Marsh               | Decisione (unanime)                  | IFC: Warriors Challenge 6           | 25 marzo 2000     | 3     | 5:00  | Friant, Stati Uniti          |                                             |
| Sconfitta | 7–1    | Vernon White             | Decisione (non unanime)              | IFC: Montreal Cage Combat           | 9 ottobre 1999    | 1     | 25:00 | Montréal, Canada             |                                             |
| Vittoria  | 7–0    | Travis Fulton            | Sottomissione (neck crank)           | IFC: Fighters Revenge               | 2 aprile 1999     | 1     | 15:33 | Montréal, Canada             |                                             |
| Vittoria  | 6–0    | Kenji Kawaguchi          | KO (pugni)                           | Vale Tudo Japan 1998                | 25 ottobre 1998   | 1     | 3:10  | Urayasu, Giappone            |                                             |
| Vittoria  | 5–0    | Joe Pardo                | Decisione                            | Rumble in Reno                      | 4 settembre 1998  | 3     | 5:00  | Reno, Stati Uniti            |                                             |
| Vittoria  | 4–0    | Anthony Macias           | KO Tecnico (stop medico)             | IFC 7: Cage Combat                  | 30 maggio 1998    | 1     | 0:16  | Montréal, Canada             |                                             |
| Vittoria  | 3–0    | Anthony Macias           | Sottomissione (pugni)                | IFC 5: Battle in the Bayou          | 5 settembre 1997  | 1     | 2:59  | Baton Rouge, Stati Uniti     |                                             |
| Vittoria  | 2–0    | Robert Lalonde           | Sottomissione (pugni)                | IFC 5: Battle in the Bayou          | 5 settembre 1997  | 1     | 2:27  | Baton Rouge, Stati Uniti     |                                             |
| Vittoria  | 1–0    | Vernon White             | Sottomissione (neck crank)           | IFC 5: Battle in the Bayou          | 5 settembre 1997  | 1     | 5:44  | Baton Rouge, Stati Uniti     |                                             |